# Huset med målningarna
Huset med målningarna eller Muntheska huset är ett hus i Visby på Södra Murgatan 2. Huset ett av de få bevarade medeltida stenhusen på den södra delen av Klinten.
Huset med målningar har dendrokronologiskt daterats till omkring 1255. Huset införlivades på 1280-talet med ringmuren, och har därefter fått stå relativt orört, och är därför välbevarat. Byggnaden är bevarad i tre plan, med kryssvalv i översta våningen. I den norra gaveln finns spår av ett mindre hus, som troligen revs när stadsmuren uppfördes. Sitt namn har byggnaden fått av sina välbevarade målningar från 1500-talet.